# Crkva sv. Katarine u Zagrebu
Crkva svete Katarine Aleksandrijske je barokna crkva u Zagrebu, najpoznatija hrvatska barokna crkva. Smještena je na Trgu Katarine Zrinske, podignuta u sklopu nekadašnjeg isusovačkog kompleksa na zagrebačkom Gornjem gradu.
Crkva je oštećena u dva potresa koja su 2020. godine pogodila središnju Hrvatsku. Najprije je crkva stradala u zagrebačkom potresu koji se dogodio 22. ožujka, a jača oštećenja su nastala tijekom potresa gdje je epicentar bio nedaleko Petrinje.
Zbog velikih i opasnih oštećenja u potresu, crkva sv. Katarine do daljnjega je zatvorena.

## Povijest crkve
Na mjestu današnje crkve prvotno je stajala mala dominikanska crkva iz 14. stoljeća, koja je za tadašnjih čestih turskih provala bila upotrebljavana i kao vojno spremište. Dolaskom isusovaca u Zagreb (prva polovica 17. st.), tadašnja mala crkvica predata im je na upravu. Kako im je prvotna crkva bila premala i suviše derutna, oni su između 1620. i 1632. sagradili i opremili potpuno novu crkvu. Uz crkvu su podigli i samostan (u njemu je danas Galerija Klovićevi dvori).
Crkva sv. Katarine je dvaput gorila - 1645. i 1674. godine, no 1674. godine je izgorjela i sva oprema crkve, te je crkva izgorjela do temelja. U ponovnom opremanju crkve pomogli su hrvatski velikaši. Za uzvrat su, prema tadašnjem običaju, mogli postavili svoj obiteljski grb ili su dobili čast da budu sahranjeni u crkvi i postave nadgrobne ploče.
Nakon ukinuća Isusovaca 1773., crkva Sv. Katarine predana je župi sv. Marka 1783., a od 1874. godine postaje sveučilišna crkva.

## Oštećenja crkve nakon potresa
Tijekom prvog potresa od svoda su se odvojile velike količine žbuke i štukature. Na kor, lađu i svetište pali su mnogi dijelovi freski i štukatura, te su polomili masivne drvene klupe. Na nekim se mjestima svod ulegnuo. Lukovi koji podupiru krovnu konstrukciju su napukli. Teško se oštetio i bočni mramorni oltar sv. Ignacija Loyolskoga, s kojega je pao kip sv. Franje Regisa te se polomio.
U potresu koji je pogodio Hrvatsku 29. prosinca 2020. crkva je zadobila još veća oštećenja. Svod iznad svetišta se gotovo u poptunosti urušio. Pao je na misni oltar i oštetio ga. Zajedno sa svodom pao je i luster te su drvene klupe dodatno oštećene. Da se nakon ožujskog potresa postavila skela, sekundarne štete bile bi manje.

## Izgled crkve prije potresa
Crkva sv. Katarine je jednobrodna crkva sa šest bočnih kapela i apsidom (svetištem). U kapelama se nalazi pet drvenih baroknih oltara (17. st.) te jedan mramorni oltar iz 1729. godine. Svodovi i zidovi crkve ukrašeni su tipičnom raskošnom baroknom štuko dekoracijom koja potječe iz 1732. godine. U apsidi je nizak glavni oltar koji se nalazi ispred velike oltarne slike Sveta Katarina među aleksandrijskim filozofima (djelo ljubljanskog slikara Kristofora Andrije Jelovšeka). Crkva je temeljito obnovljena nakon potresa 1880. godine prema projektu Hermanna Bollea.
Barokna propovjedaonica iz 1690. g. dar je zagrebačkog biskupa Aleksandra Mikulića. Na vrhu baldahina je kip Pape Lava Velikoga. Gornji kipovi predstavljaju velike svete crkvene učitelje - govornike: Augustina, Ambrozija, Karla i sv. Moniku; a donji uz Krista, četiri evanđelista: Ivana, Marka, Mateja i Luku.
- Kapela sv. Apolonije, po predaji potječe iz 1670. godine. Na oltarnoj slici je sv. Apolonija.
- Kapela sv. Barbare
- Kapela sv. Dionizija, u njoj je oltarna slika, djelo Bernarda Bobića, hrvatskog slikara iz druge polovice 17. st., na slici je sv Dionizije i njegovi sveti drugovi, mučenici Rustika i Eleuterija
- Kapela sv. Duha, potječe iz 1670. godine, nju je dao 1721. godine na svoj trošak urediti zagrebački biskup Andrija Gerličić. Oltar je izradio 1675. g. varaždinski kipar Jakov Altenbach. Oltarna slika prikazuje biblijsku scenu prosvjetljenja apostola na blagdan Duhova.
- Kapela sv. Ignacija Loyolskoga, u noj je jedini mramorni oltar u crkvi (ostali su drveni), djelo je mletačkog baroknog kipara Francesca Robbe iz Ljubljane iz 1730. godine. Oltarna slika sv.Ignacija djelo je slovenskog baroknog slikara Valantina Metzingera (1699. – 1759.). Lijevi kip predstavlja slavnog pariškog profesora Franju Ksavera, kojeg je Ingacije učinio isusovcem i apostolom Indije i Japana (1506. – 1641.).
- Kapela sv. Franje Borgija je iz godine 1680. Darovatelj kapele bio je barun Ratkay iz Velikog Tabora. Oltar je djelo Ivana Kommesteinera iz 1680. g. Središnja slika prikazuje sv. Franju Borgiju u molitvi.
- U crkvi se povremeno se organiziraju koncerti ozbiljne glazbe.

U studenome 2011. godine u crkvi je predstavljena monografija o akademskoj crkvi Svete Katarine triju autorica Katarine Horvat-Levaj, Doris Baričević i Mirjane Repanić-Braun u izdanju Instituta za povijest umjetnosti. Katarina Horvat-Levaj objavila je tekstove o arhitekturi, Doris Baričević o kiparstvu, te Marijana Repanić-Braun o slikarstvu, štukaturama i umjetničkom obrtu.

## Orgulje
Ferdo Heferer je izgradio orgulje crkve 1890. godine. Glazbalo ima ovu dispoziciju:
| I. manual C-f3 |              |        |
| 1.             | Bourdon      | 8′     |
| 2.             | Principal    | 8′     |
| 3.             | Coppel       | 8′     |
| 4.             | Bourdonflöte | 8′     |
| 5.             | Principal    | 4′     |
| 6.             | Flöte        | 4′     |
| 7.             | Quinte       | 2 2/3′ |
| 8.             | Oktav        | 2′     |
| 9.             | Mixtura III  |        |

| II. manual C-f3 |                 |    |
| 10.             | Geigenprincipal | 8′ |
| 11.             | Clarinet        | 8′ |
| 12.             | Dolcean         | 8′ |
| 13.             | Aeoline         | 8′ |

| Pedal C-f0 |            |     |
| 14.        | Subbass    | 16′ |
| 15.        | Violonbass | 8′  |
| 16.        | Oktavbass  | 4′  |

Spojevi: I-P, II-I.

Trakture su mehaničke, zračnice su s kliznicama.

## Vanjske poveznice
- Turistička zajednica grada Zagreba: Crkva Sv. Katarine